# Emporia (Kansas)
Emporia è un comune degli Stati Uniti d'America, capoluogo della contea di Lyon nello Stato del Kansas. Come la maggioranza dei paesi del Kansas, Emporia è agricola, ma ha un forte accento di settore terziario (62%).